# Temporada de furacões no oceano Atlântico de 1968
A temporada de furacões no oceano Atlântico de 1968 foi uma das cinco temporadas de furacões no Atlântico durante a era do satélite  a não apresentar um grande furacão, os outros sendo 1972, 1986, 1994 e 2013, e foi uma das duas que não apresentou um furacão categoria 2 também, com o outro sendo 2013. A temporada começou oficialmente em 1 de junho e durou até 30 de novembro, datas que convencionalmente delimitam o período de cada ano em que a maioria dos ciclones tropicais se forma na bacia do Atlântico. Foi uma temporada abaixo da média em termos de tempestades tropicais, com um total de oito tempestades nominais. O primeiro sistema, o furacão Abby, desenvolveu-se no noroeste do Mar do Caribe em 1 de junho Abby mudou-se para o norte e atingiu Cuba, trazendo fortes chuvas e inundações para as partes ocidentais da ilha. Chegando à costa da Flórida em 4 de junho, Abby causou inundações e gerou quatro tornados, mas deixou poucos danos. No geral, o furacão resultou em seis mortes e cerca de US $ 450.000 (USD 1968 ) em danos. No final de junho, a tempestade tropical Candy trouxe pequenas inundações e gerou vários tornados em partes do sul dos Estados Unidos. O dano geral do ciclone atingiu aproximadamente US $ 2,7 milhões.
Apesar de três tempestades nomeadas em junho, a atividade do ciclone diminuiu ao longo do mês subsequente, com apenas uma depressão tropical. Durante o final de agosto e início de setembro, a Depressão Tropical Onze trouxe inundações para a área de Jacksonville, na Flórida. O furacão Gladys, a última e também a mais forte tempestade com nome da temporada, se desenvolveu no sudoeste do Mar do Caribe em 13 de outubro. Atingiu o pico como uma categoria 1 na escala de vento do furacão Saffir-Simpson, o sistema resultou em inundações em todo o oeste de Cuba, particularmente em Havana, onde a tempestade causou seis mortes e cerca de US $ 12 milhões em danos. Mar agitado, rajadas de vento, tornados e chuvas fortes resultaram em um impacto geralmente menor na Flórida, com três fatalidades e danos totalizando US $ 6,7 milhões. Gladys também forneceu alívio para uma das piores secas da Carolina do Norte. Várias outras tempestades deixaram um impacto insignificante na terra. No geral, as tempestades da temporada causaram coletivamente cerca de US $ 21,8 milhões em danos e matou 17 pessoas.

## Resumo da temporada
A temporada de furacões no Atlântico começou oficialmente em 1 de junho, com o furacão Abby se desenvolvendo naquele dia. Foi uma temporada abaixo da média na qual oito tempestades tropicais se formaram, comparação com a média de 1966-2009 de 11,3 tempestades nomeadas. Quatro deles atingiram o status de furacão, ligeiramente abaixo do período de 1966-2009 média de 6,2. Nenhum dos furacões se transformou em um grande furacão; apenas quatro outras temporadas desde o início da era dos satélites não apresentaram grandes furacões: 1972, 1986, 1994 e 2013. Além disso, nenhum furacão excedeu a intensidade de categoria 1 na escala de vento do furacão Saffir – Simpson ; isso não ocorreria novamente até 2013. Apesar de um início ativo, esta temporada teve o menor número de dias de furacão desde 1962. Quatro furacões e uma tempestade tropical atingiram a costa durante a temporada, causando 17 mortes e cerca de $ 21,8 milhões em danos. A última tempestade da temporada, uma depressão tropical, dissipou-se em 25 de novembro, cinco dias antes do final oficial da temporada de furacões em 30 de novembro.
A ciclogênese tropical começou em junho, com três tempestades nomeadas durante aquele mês – furacões Abby e Brenda e a Tempestade Tropical Candy – batendo o recorde estabelecido em 1886, 1936 e 1959. Apesar do início rápido, atividade abruptamente desacelerou, com apenas uma depressão tropical em julho.  A próxima tempestade nomeada, o furacão Dolly, existia em 10 de agosto a 17 de agosto, enquanto o Depressão tropical Onze se formou no final daquele mês. Setembro foi o mês mais ativo, com cinco depressões tropicais, duas tempestades tropicais e uma tempestade subtropical, que atingiu o pico com uma intensidade equivalente a uma categoria 1. Em outubro, o furacão Gladys se tornou o ciclone tropical mais forte da temporada, apesar dos ventos máximos sustentados de apenas 137 km/h (85 mph) e uma pressão barométrica mínima de 965 mbar (28.5 inHg).
A atividade da temporada foi refletida com uma classificação de energia ciclônica acumulada (ECA) de 45. ACE é, em termos gerais, uma medida da força do furacão multiplicada pela duração de sua existência, portanto, tempestades que duram muito tempo, assim como furacões particularmente fortes, têm ECAs altos. É calculado apenas para alertas completos sobre sistemas tropicais em ou superior a 63 km/h (39 mph), que é a intensidade da tempestade tropical.

## Sistemas

### Furacão Abby
A interação de um vale médio troposférico e uma frente fria gerou uma depressão tropical em 1 de junho A circulação inicial não estava embutida na convecção, mas à medida que se movia lentamente para o norte-nordeste, foi capaz de se fortalecer e se tornar mais organizada, atingindo a força da tempestade tropical em 2 de junho. Ele cruzou a ponta ocidental de Cuba e, ao chegar ao sudeste do Golfo do México, Abby atingiu a força de um furacão. Enfraqueceu para uma tempestade tropical antes do landfall em Punta Gorda, Flórida, em 4 de junho Abby atravessou o estado e então alcançou o Atlântico ocidental. Em 6 de junho, fez outro landfall perto de Jacksonville. Abby enfraqueceu para uma depressão tropical enquanto se movia sobre a Geórgia, e durante os próximos seis dias, ele flutuou sobre as Carolinas, finalmente se dissipando em 13 de junho a leste da Virgínia.
Enquanto Abby cruzava Cuba, chuvas moderadas e ventos relativamente fortes foram relatados. Além disso, Abby reduziu fortes chuvas em todo o estado da Flórida, com pico de 372 mm (14.65 in) em Hart Lake. No entanto, a chuva foi quase totalmente benéfica, já que a Flórida estava sofrendo de uma seca severa. Apesar dos ventos, rajadas de até 100 mph (160 km/h), nenhum dano significativo do vento foi relatado. Abby gerou vários tornados na Flórida, embora as perdas raramente excedam US $ 5.000. Um tornado em Monroe, Carolina do Norte, danificou 20 carros, e destruiu três casas e impactou 20 outras. Em outros lugares, a tempestade causou chuvas relativamente fracas e produziu alguns tornados em todo o sudeste dos Estados Unidos. No geral, a tempestade causou aproximadamente US $ 450.000 em danos e levou a seis fatalidades indireta.

### Furacão Brenda
O vale que gerou Abby persistiu, com outra depressão tropical se desenvolvendo no Estreito da Flórida em 17 de junho No dia seguinte, a depressão cruzou as Florida Keys e mais tarde atingiu uma área rural do condado de Monroe. Os níveis de cisalhamento do vento tornaram-se cada vez mais favoráveis, fazendo com que a depressão mantivesse a sua intensidade ao cruzar a Flórida. Como as chuvas mais fortes e as tempestades permaneceram bem na costa do estado, pouco impacto foi relatado. Até 219 mm (8.61 in) de precipitação caiu na Estação Experimental de Homestead. No início de 20 de junho, a depressão emergiu no Oceano Atlântico perto de Flagler Beach. Pouco depois, uma pequena depressão nos ventos de oeste forçou a tempestade a se curvar para o leste. A intensificação então ocorreu, com a depressão se tornando a tempestade tropical Brenda no início de 21 de junho.
Mais tarde em 21 de junho e em 22 de junho, o alto das Bermudas se construiu para sudoeste à medida que um vale fraco passava para o norte, resultando em Brenda se voltando para nordeste. Com condições favoráveis persistentes, a tempestade atingiu o status de furacão às 12:00 UTC em 23 de junho. Cedo no dia seguinte, Brenda atingiu seu pico de intensidade com ventos máximos sustentados de 121 km/h (75 mph) e uma pressão barométrica mínima de 990 mbar (29 inHg). Depois disso, uma crista de alta pressão bloqueou o ar úmido de alcançar a tempestade, fazendo com que ela enfraquecesse. Em 25 de junho, Brenda caiu para a intensidade da tempestade tropical e piorou ainda mais para uma depressão tropical em 26 de junho. Mais tarde naquele dia, foi absorvido por um grande ciclone extratropical,  enquanto estava localizado a cerca de 580 km (360 mi) oeste-sudoeste da Ilha das Flores nos Açores.

### Tempestade tropical Candy
Um distúrbio tropical localizado no sudoeste do Golfo do México evoluiu para uma depressão tropical em 22 de junho. O fortalecimento gradual ocorreu, com a depressão sendo atualizada para Tempestade Tropical Candy no dia seguinte. Em 23 de junho, a tempestade atingiu seu pico com ventos máximos sustentados de 70 mph (110 km/h) e uma pressão barométrica mínima de 996 mbar (29.4 inHg). Horas depois, Candy atingiu a costa perto de Port Aransas, Texas, na mesma intensidade, antes de enfraquecer rapidamente para uma depressão tropical no início de 24 de junho. No entanto, persistiu por mais alguns dias, até a transição para um ciclone extratropical sobre Michigan em 26 de junho.
Devido às chuvas de um sistema meteorológico anterior, o solo já estava saturado em todo o Texas. Como resultado, Candy causou inundações, com precipitação superior a 280 mm (11 in) em algumas áreas. Pequenos danos a plantações, estradas e pontes foram relatados nas partes orientais do estado. As perdas agrícolas sozinhas foram ligeiramente inferiores a US $ 2 milhão. O aumento da tempestade ao longo da costa do Texas causou "cortes" na Ilha do Padre. A tempestade gerou 24 tornados, embora apenas um tenha causado um impacto significativo. Candy e seus remanescentes reduziram chuvas em 24 outros estados, chegando ao norte até New Hampshire. No geral, Candy gerou US $ 2,7 milhões em danos e nenhuma morte.

### Furacão Dolly
No final de julho, uma onda tropical emergiu no Oceano Atlântico da costa oeste da África. Depois de seguir na direção oeste-noroeste e oeste, a onda atingiu o Estreito da Flórida em 9 de agosto, onde começou a interagir com uma baixa de nível superior. No início de 10 de agosto, o sistema desenvolveu-se em uma depressão tropical, embora localizado próximo à Ilha de Andros, nas Bahamas. Pouco depois, a depressão atingiu a costa perto de Fort Lauderdale, Flórida. A depressão ressurgiu rapidamente no Atlântico. Inicialmente, a depressão não fortaleceu-se e quase foi absorvida por uma frente fria. Depois de fazer um paralelo com parte da costa leste dos Estados Unidos, a depressão avançou ainda mais para o mar. No início de 12 de agosto, a depressão finalmente fortaleceu-se na tempestade tropical Dolly, e se transformou em um furacão mais tarde naquele dia.
Dolly enfraqueceu brevemente de volta a uma tempestade tropical em 13 de agosto em meio a condições atmosféricas desfavoráveis, apenas para retomar a intensidade do furacão mais tarde naquele dia. Em 14 de agosto, Dolly atingiu o pico com ventos sustentados máximos de 130 km/h (80 mph). Depois de permanecer um furacão mínimo até 16 de agosto, as condições desfavoráveis prevaleceram, fazendo com que Dolly enfraquecesse rapidamente para uma depressão tropical. No início de 17 de agosto, Dolly tornou-se extratropical enquanto cerca de 480 km (300 mi) norte dos Açores. O impacto do furacão Dolly foi mínimo, com apenas chuvas relatadas em terra. A precipitação atingiu o pico em 99 mm (3.89 in) no Aeroporto Internacional de Palm Beach em West Palm Beach, Flórida. Embora tenha se limitado principalmente à costa leste da Flórida, áreas isoladas de chuva foram relatadas no Panhandle e na costa oeste. Em outros lugares, a chuva de Dolly também foi registada na Carolina do Norte e na Carolina do Sul, embora não tenha ultrapassado ou atingido 76 mm (3 in).

### Tempestade tropical Edna
Uma onda tropical emergiu no Oceano Atlântico da costa oeste da África em 10 de setembro. Uma depressão fraca de alto nível e um anticiclone quente para o leste-nordeste gerou baixo cisalhamento do vento, permitindo que uma depressão tropical se desenvolvesse às 18:00 UTC em 11 de setembro, embora localizado a cerca de 225 mi (360 km) a sudeste da Praia, Cabo Verde. Embora as imagens de satélite indicassem uma depressão tropical bem definida, ela não se organizou mais até pelo menos 13 de setembro. Dois dias depois, o navio Sal Mela observou velocidades de vento de 69 mph (111 km/h). Assim, a depressão foi elevada para a tempestade tropical Edna em 15 de setembro.  Por volta dessa época, Edna atingiu seu pico de intensidade com ventos sustentados máximos de 105 km/h (65 mph) e uma pressão barométrica mínima de 1001 mbar (29,6 inHg). Em 18 de setembro, o vale frio de nível superior começou a produzir condições desfavoráveis, com a tempestade enfraquecendo para uma depressão tropical naquele dia.  Edna degenerou em uma onda tropical no início do dia seguinte, enquanto situada a cerca de 395 mi (635 km) a leste de Barbuda.

### Ciclone Subtropical Um
Uma depressão subtropical desenvolveu-se às 12:00 UTC em 14 de setembro, embora localizado a cerca de 475 km (295 mi) sudeste do Cabo Hatteras, Carolina do Norte e inicialmente mudou-se para leste-nordeste. No início de 16 de setembro, ele se curvou brevemente no sentido norte-noroeste e se intensificou em uma tempestade subtropical, antes de voltar para o leste-nordeste naquele dia. Em 17 de setembro, a tempestade voltou a curvar-se para sudeste e desacelerou, mas começou a acelerar em 19 de setembro. O fortalecimento continuou, com a tempestade se tornando um ciclone subtropical de Categoria 1 no início do dia seguinte. Às 00:00 UTC em 12 de setembro, atingiu o pico com ventos sustentados máximos de 130 km/h (80 mph) e uma pressão barométrica mínima de 979 mbar (28.9 inHg). Acelerando para o nordeste, uma tendência de enfraquecimento logo começou. A tempestade subtropical tornou-se extratropical por volta das 12:00 UTC em 23 de setembro, embora localizado a cerca de 510 km (320 mi) noroeste da Ilha do Corvo nos Açores.

### Tempestade tropical Frances
Uma depressão tropical se desenvolveu a leste das Bahamas às 12:00 UTC em 23 de setembro.  convecção foi aumentada por uma depressão no meio da troposfera, embora o fortalecimento posterior tenha sido inicialmente lento. Inicialmente, a depressão dirigiu-se para o norte, mas curvou-se para nordeste em 25 de setembro. Uma aeronave de reconhecimento no final de 26 de setembro relataram um núcleo quente, ventos sustentados de 52 mph (84 km/h) e uma pressão barométrica mínima de 1,001 mbar (29.6 inHg). Portanto, estima-se que a depressão se intensificou na Tempestade Tropical Francês por volta dessa época. A tempestade se intensificou um pouco mais para ventos de 97 km/h (60 mph), antes de começar a enfraquecer em 28 de setembro. Mais tarde naquele dia, o fluxo de direção de uma área superior de baixa pressão fez Frances curvar quase diretamente para o leste. A tempestade enfraqueceu ainda mais para uma depressão tropical no início de 29 de setembro, pouco antes da transição para um ciclone extratropical.

### Furacão Gladys
No início de outubro, uma onda tropical interagiu com a zona de convergência intertropical localizada no sudoeste do Mar do Caribe, gerando várias áreas de baixa pressão. Um dos pontos baixos evoluiu para uma depressão tropical enquanto centralizava perto de San Andrés em 13 de outubro. A depressão mudou-se norte-noroeste e fortaleceu-se na tempestade tropical Gladys em 15 de outubro. No dia seguinte, tornou-se um furacão, pouco antes de atingir Cuba. Gladys mais tarde atingiu o pico com ventos máximos sustentados de 137 km/h (85 mph), pouco antes de chegar perto de Homosassa, Flórida, em 19 de outubro. O furacão cruzou o estado e continuou para nordeste, passando logo a leste do Cabo Hatteras em 20 de outubro. No dia seguinte, Gladys tornou-se extratropical e foi absorvida por uma frente fria sobre a Nova Escócia.
Em Cuba, Gladys causou inundações repentinas e danificou gravemente a safra de tabaco. Danos no país foram estimados em US $ 12 milhões, e houve seis mortes. Ao passar a oeste de Florida Keys, o furacão produziu fortes ventos que cortaram brevemente as comunicações com as Tortugas Secas, mas os danos foram menores. Perto de onde Gladys atingiu o continente, os ventos sopraram para 160 km/h (100 mph) e as marés atingiram 20 m (65 ft) acima do normal. Houve forte erosão da praia e inundações ao longo da costa,  enquanto os ventos derrubaram árvores e causaram quedas de energia. Em todo o estado, os danos foram estimados em US $ 6,7 milhões, e três pessoas foram mortas indiretamente. Chuvas fortes na Carolina do Sul causaram pequenas inundações no rio.  Ao fazer um paralelo próximo à costa da Carolina do Norte, Gladys foi responsável por interromper a pior seca do estado desde 1932 e provou ser mais benéfica do que os pequenos danos causados pela tempestade. Mais tarde, Gladys matou duas pessoas no Canadá Atlântico e causou danos costeiros na Ilha do Príncipe Eduardo.

### Depressões tropicais

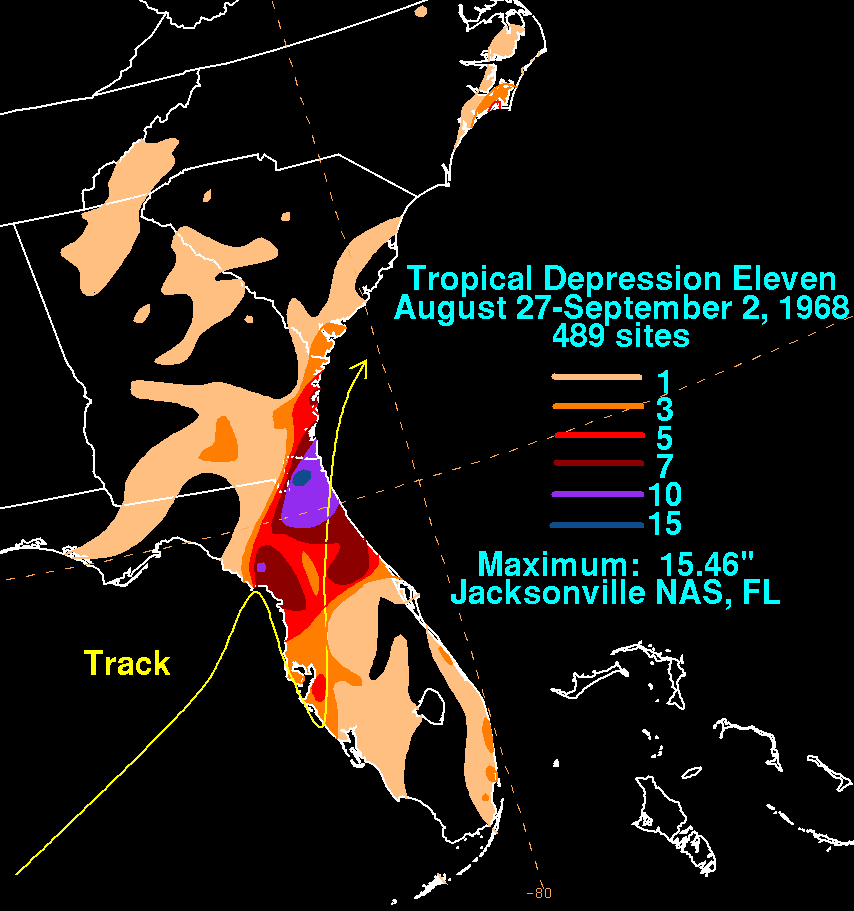
Totais de chuva associados à Depressão Tropical Onze

Um total de sete ciclones tropicais permaneceram abaixo da intensidade da tempestade tropical durante a temporada de furacões no oceano Atlântico de 1968. O primeiro sistema desse tipo se formou no centro-norte do Golfo do México às 00:00 UTC em 4 de julho Movendo-se de leste a nordeste, ele se dissipou na costa da Ilha de St. George, Flórida, cerca de 24 horas mais tarde.  Em 26 de agosto, Depressão Tropical Onze desenvolveu-se no nordeste do Golfo do México. Movendo-se para nordeste, a depressão estava situada na costa da Flórida Central em 28 de agosto, pouco antes de viajar para o sul e fazer três landfalls na Flórida perto de Clearwater, Holmes Beach e Venice. No início de 29 de agosto, a depressão começou a se mover de nordeste para norte-nordeste em todo o estado. No final de 31 de agosto, o sistema emergiu no Oceano Atlântico perto de Atlantic Beach e se dissipou logo depois. Devido ao movimento lento da depressão na Flórida, fortes chuvas foram observadas, incluindo 393 mm (15.46 in) de precipitação em Jacksonville.  Inundações consideráveis foram relatadas nos condados de Clay e Duval. Ao longo do rio Cedar superior neste último, muitas casas e empresas foram inundadas. Onze pontes foram inundadas com água variando de alguns centímetros a 4.5 ft (1.4 m). Os picos de descarga foram maiores do que durante o furacão Dora em 1964. No entanto, a umidade do solo e as condições de fluxo durante Dora foram muito mais propícias à produção de enchentes do que as condições anteriores associadas a esta depressão. Mais ao sul, em Daytona Beach, um tornado destruiu um motel e várias casas.
A próxima depressão tropical se formou em 7 de setembro, enquanto centrado em cerca de 1,320 km (820 mi) norte-nordeste de Fortaleza, Ceará. Movendo-se geralmente de oeste para oeste-noroeste, a depressão se aproximou das Pequenas Antilhas, mas se dissipou bem a leste-sudeste das ilhas em 10 de setembro. Outra depressão tropical se desenvolveu em 17 de setembro, embora situado a cerca de 330 km (205 mi) ao sul de Santiago, Cabo Verde. A depressão moveu-se para noroeste e não fortaleceu-se. Em 21 de setembro, dissipou cerca de 1.135 mi (1.830 km) oeste-noroeste das ilhas mais setentrionais de Cabo Verde. A próxima depressão tropical teve origem em 23 de setembro, embora localizado a aproximadamente 1,080 km (670 mi) leste-nordeste de Caiena, Guiana Francesa. Aproximando-se das ilhas de Barlavento, atravessou São Vicente e Granadinas, antes de se dissipar em 25 de setembro. Naquele dia, a Depressão Tropical Dezoito se formou no noroeste do Mar do Caribe. Embora fosse um ciclone tropical, atingiu Cuba e a Flórida. Em geral, chuvas leves foram relatadas no estado, com até 191 mm (7.53 in) na Royal Palm Ranger Station no Everglades National Park. Posteriormente, a depressão seguiu para o nordeste e se dissipou em 29 de setembro. A depressão tropical final desenvolveu-se em 24 de novembro perto de Mayaguana. Movendo-se do norte-nordeste para o nordeste, a depressão se dissipou ao sudoeste das Bermudas por volta de 24 horas mais tarde.
Além disso, outra depressão tropical foi rastreada durante a temporada, embora não tenha sido incluída na melhor trilha do furacão no Atlântico. Classificado como Depressão Tropical Quatorze, o sistema foi desenvolvido a partir de uma área de baixa pressão ao largo da costa sudeste dos Estados Unidos em 8 de setembro- Ele se dirigiu geralmente para o norte-nordeste à frente de um ciclone de nível médio que se moveu para o sul-sudeste para as montanhas Apalaches centrais. Enquanto a tempestade passou perto da costa de Outer Banks da Carolina do Norte, a depressão caiu 150 mm (5.8 in) de precipitação na Ilha Bodie. A partir daí, o ciclone começou a perder características tropicais e tornou-se extratropical em 11 de setembro ao aterrissar em Long Island, Nova York. Rajadas de vento de 33 and 46 mph (53 and 74 km/h) foram observados entre Boston e a cidade de Nova Iorque. Os remanescentes dessa tempestade entraram no Canadá Atlântico e foram absorvidos por um ciclone extratropical maior pouco antes de emergir no Golfo de São Lourenço em 12 de setembro.

## Nomes de tempestade
Os nomes a seguir foram usados para tempestades nomeadas que se formaram no Atlântico Norte em 1968. A lista é quase igual à da temporada de 1964, exceto por Candy, Dolly, Edna, Frances, Hannah e Ingrid.  Uma tempestade foi batizada de Candy pela primeira vez em 1968. Nenhum nome foi retirado nesta temporada. No entanto, o nome Edna foi posteriormente aposentado retroativamente por causa do furacão Edna da temporada de 1954 e não foi mais usado desde então. Os nomes que não foram atribuídos são marcados em cinzento.
| - Abby - Brenda - Candy - Dolly - Edna - Frances - Gladys | - Hannah (sem usar) - Ingrid (sem usar) - Janet (sem usar) - Katy (sem usar) - Lila (sem usar) - Molly (sem usar) - Nita (sem usar) | - Odette (sem usar) - Paula (sem usar) - Roxie (sem usar) - Stella (sem usar) - Trudy (sem usar) - Vesta (sem usar) - Wesley (sem usar) |

## Efeitos sazonais
Esta é uma tabela das tempestades em 1968 e seus desembarques, se houver. As mortes entre parênteses são adicionais e indiretas (um exemplo de morte indireta seria um acidente de trânsito), mas ainda estão relacionadas à tempestade. Danos e mortes incluem totais enquanto a tempestade foi extratropical ou uma onda ou baixa.
| Nome                | Datas ativo               | Classificação máxima   | Velocidade de vento sustentados | Pressão              | Áreas afetadas                                       | Danos (USD) | Fatalidades | Refs |
| ------------------- | ------------------------- | ---------------------- | ------------------------------- | -------------------- | ---------------------------------------------------- | ----------- | ----------- | ---- |
| Abby                | 1 de junho – 13           | Furacão Categoria 1    | 75 mph (120 km/h)               | 992 hPa (29.3 inHg)  | Cuba, Flórida, Geórgia, as Carolinas                 | $450 000    | 0 (6)       |      |
| Brenda              | 17 de junho – 26          | Furacão Categoria 1    | 75 mph (120 km/h)               | 990 hPa (29 inHg)    | Flórida                                              | Menor       | Nenhum      |      |
| Candy               | 22 de junho – 25          | Tempestade tropical    | 70 mph (110 km/h)               | 996 hPa (29.4 inHg)  | Texas, Arkansas, Louisiana, Missouri, Illinois, Ohio | $2 700 000  | Nenhum      |      |
| Sem número          | 4 de julho – 5            | Depressão tropical     | 30 mph (45 km/h)                | Desconhecido         | Nenhum                                               | Nenhum      | Nenhum      |      |
| Dolly               | 10 de agosto – 17         | Furacão Categoria 1    | 80 mph (130 km/h)               | 985 hPa (29.1 inHg)  | as Carolinas, Flórida, Açores                        | Menor       | Nenhum      |      |
| Sem número          | 26 de agosto – setembro 1 | Depressão tropical     | 30 mph (45 km/h)                | Desconhecido         | Flórida                                              | Menor       | Nenhum      |      |
| Sem número          | 7 de setembro – 10        | Depressão tropical     | 35 mph (55 km/h)                | Desconhecido         | Nenhum                                               | Nenhum      | Nenhum      |      |
| Edna                | 11 de setembro – 19       | Tempestade tropical    | 65 mph (100 km/h)               | 1005 hPa (29.7 inHg) | Nenhum                                               | Nenhum      | Nenhum      |      |
| One                 | 14 de setembro – 23       | Tempestade subtropical | 80 mph (130 km/h)               | 979 hPa (28.9 inHg)  | Nenhum                                               | Nenhum      | Nenhum      |      |
| Sem número          | 17 de setembro – 21       | Depressão tropical     | 30 mph (45 km/h)                | Desconhecido         | Nenhum                                               | Nenhum      | Nenhum      |      |
| Sem número          | 23 de setembro – 25       | Depressão tropical     | 35 mph (55 km/h)                | Desconhecido         | São Vincente e as Grenadinas                         | Nenhum      | Nenhum      |      |
| Frances             | 23 de setembro – 29       | Tempestade tropical    | 60 mph (95 km/h)                | 1001 hPa (29.6 inHg) | Nenhum                                               | Nenhum      | Nenhum      |      |
| Sem número          | 25 de setembro – 29       | Depressão tropical     | Desconhecido                    | Desconhecido         | Cuba, Flórida                                        | Nenhum      | Nenhum      |      |
| Gladys              | 13 de outubro – 21        | Furacão Categoria 1    | 85 mph (140 km/h)               | 965 hPa (28.5 inHg)  | Cuba, Sudoeste dos Estados Unidos, Nova Escócia      | $18 700 000 | 8 (3)       |      |
| Totais da temporada |                           |                        |                                 |                      |                                                      |             |             |      |
| 14                  | 1 de junho – outubro 21   |                        | 85 mph (140 km/h)               | 965 hPa (28.50 inHg) |                                                      | $21 850 000 | 17          |      |